# جهاز غليمفاوي
وُصف الجهاز الغليمفاوي (أو مسار التصريف الغليمفاوي، أو الجهاز نظير الوعائي) في عام 2013 كجهاز مسؤول عن تصريف الفضلات في الجهاز العصبي المركزي (سي إن إس) لدى الفقاريات. وفقًا لهذا النموذج، يندفق السائل الدماغي الشوكي (سي إس إف) داخل مساحة نظيرة وعائية حول الشرايين الدماغية، متحدًا مع السائل الخلالي (آي إس إف) والمحاليل البرانشيمية، ثم يخرج من المساحات نظيرة الوعائية الوريدية. يتكون المسار من طريق اندفاق نظير شرياني لدخول السائل الدماغي الشوكي (سي إس إف) إلى برنشيمة الدماغ، إلى جانب آلية تصريف لإزالة السائل الخلالي (آي إس إف) والمحاليل خارج الخلوية من الحيز الخلالي للدماغ والنخاع الشوكي. يحدث تبادل المحاليل بين «سي إس إف» و«آي إس إف» مدفوعًا بشكل رئيسي بالنبض الشرياني، يُنظم هذا التبادل خلال النوم عن طريق توسع المساحات خارج الخلوية وتقلصها في الدماغ. يتحقق تصريف البروتينات القابلة للذوبان، ونواتج الفضلات وفائض السوائل خارج الخلوية بواسطة تدفق الكتلة الحملاني للسائل الخلالي (آي إس إف)، الذي تعمل قنوات الماء إكوابورين-4 (إيه كيو بّي 4) النجمية على تسهيله.
صيغ مصطلح «الجهاز الغليمفاوي» بواسطة عالم الأعصاب الدنماركي مايكن نيديرغارد نظرًا إلى اعتماده على الخلايا الدبقية «غليا» من جهة وإلى تشابهه وظيفيًا مع الجهاز اللمفي المحيطي من جهة أخرى.
اعتُقد في البداية أن الاندفاق الغليمفاوي قد يوفر إجابة كاملة على السؤال القديم حول كيفية عمل الأنسجة العصبية الحساسة للجهاز العصبي المركزي «سي إن إس» في ظل الغياب الملحوظ لمسارات التصريف اللمفية للبروتينات خارج الخلوية، وفائض السوائل ونواتج الفضلات الاستقلابية. مع ذلك، نشر لوفو وآخرون من جامعة فيرجينيا، مدرسة الطب، وأسبيلوند وآخرون من جامعة هلسنكي مقالتين لاحقتين بشكل منفصل حول تبطين جيوب الجافية والشرايين السحائية بأوعية لمفية تقليدية، وتشكيل هذه الجملة الوعائية التي صعب العثور عليها مسارًا رابطًا بالجهاز الغليمفاوي.

## الوظيفة

### تصريف الفضلات خلال النوم
بحث ل. شيا وزملاؤه، في مقالة منشورة في عام 2013، في كفاءة الجهاز الغليمفاوي خلال نوم الموجات البطيئة، وقدموا الدليل المباشر الأول على ازدياد تصريف نتاج الفضلات الخلالية خلال حالة الراحة. باستخدام مزيج من تقنيات الإرحال الأيوني المنتشر المبتكرة بواسطة نيكولسون وزملائه، والتصوير بإصدار الفوتونين على الجسم الحي وتخطيط كهربية المخ لتأكيد حالات النوم واليقظة، أثبت شيا ونيديرغارد أن تغيرات كفاءة تبادل «سي إس إف» و«آي إس إف» بين الدماغ اليقظ والدماغ النائم ناتجة عن توسع المساحة خارج الخلوية وتقلصها، اللذين يرتفعان في الدماغ النائم بما يقارب ~60%، ما يؤدي بدوره إلى تعزيز تصريف الفضلات الخلالية مثل ببتيد بيتا النشواني. اعتمادًا على هذه النتائج، افتُرض وجود ارتباط بين خصائص النوم التجددية وزيادة التصريف الغليمفاوي لنواتج الفضلات الاستقلابية الناتجة عن النشاط العصبي في الدماغ اليقظ.

### نقل الليبيد
وثّق ثران وآخرون في عام 2013 وظيفة رئيسية أخرى للجهاز الغليمفاوي عندما ثبت وجود دور هام لنظام المسارات نظيرة الوعائية للدماغ في نقل الجزيئات الصغيرة الأليفة للشحم. أثبت ثران وزملاؤه، بقيادة م. نيديرغارد، قدرة النقل نظير الوعائي لليبيدات عبر المسار الغليمفاوي على تنشيط إشارات الكالسيوم الدبقية، إلى جانب تسبب إزالة ضغط تجويف القحف، بالتالي ضعف الدورة الغلمفاوية، في انتشار الليبيدات غير الانتقائي، وتكديس الليبيدات داخل الخلوية والإشارات المرضية بين الخلايا النجمية. على الرغم من الحاجة إلى مزيد من التجارب من أجل تحليل الأهمية الفيزيولوجية للعلاقة بين الدورة الغليمفاوية، وإشارات الكالسيوم والنقل نظير الوعائي لليبيدات في الدماغ، تشير النتائج إلى اعتماد وظيفة في الجهاز العصبي المركزي مشابهة لتلك المتعلقة بقدرة الأوعية اللمفية المعوية (اللبنية) على حمل الليبيدات إلى الكبد.

## الأهمية السريرية
إمراضيًا، تتسم أمراض التحلل العصبي مثل التصلب الجانبي الضموري، ومرض آلزهايمر، ومرض باركنسون وداء هنتنغتون بالفقد التدريجي للعصبونات، والتدهور المعرفي، والإعاقات الحركية وفقد الحس. تندرج جميع هذه الأمراض ضمن فئة واسعة يُشار إليها باسم «بروتيوباثي»، نظرًا لتجميعات البروتينات داخل الخلوية أو خارج الخلوية، المتكدسة أو سيئة التطوي، الشائعة. وفقًا للفرضية النشوانية المنتشرة لمرض آلزهايمر، يسبب تكدس ببتيد بيتا النشواني (ببتيد ينتجه الدماغ الفتي الصحي ويزيله طبيعيًا) في اللويحات خارج الخلوية الفقد العصبوني وضمور الدماغ، الذي يشكل العلامة المميزة في خرف مرض آلزهايمر. على الرغم من عدم وضوح مدى تدخل الجهاز الغليمفاوي في مرض آلزهايمر واضطرابات التحلل العصبي الأخرى، أظهر الباحثون عبر التجارب على الفئران المعدلة وراثيًا ضرورة وظيفة جهاز التصريف الغليمفاوي السليمة من أجل إزالة ببتيد بيتا النشواني القابل للذوبان من النسيج الخلالي للدماغ. لدى الفئران ناقصة الجين «إيه كيو بّي 4»، ينخفض تصريف ببتيد بيتا النشواني بما يقارب 55%.
قد يتعرض الجهاز الغليمفاوي أيضًا للتلف بعد الإصابات الدماغية الخطرة مثل السكتة الإقفارية، والنزف داخل القحف أو النزف تحت العنكبوتي. في عام 2014، أثبتت مجموعة من الباحثين من المعهد الفرنسي للصحة والبحث الطبي (آي إن إس إي آر إم) عبر استخدامهم التصوير بالرنين المغناطيسي حدوث تلف في الجهاز الغليمفاوي بعد النزف تحت العنكبوتي، نتيجة وجود الدم المتخثر في المساحات نظيرة الوعائية. ساهم حقن منشط بلازمينوجين النسيجي (عقار حال للفبرين) في السائل الدماغي الشوكي في تحسين الوظيفة الغليمفاوية. في دراسة مشابهة، أفاد الباحثون أيضًا وجود تلف في الجهاز الغليمفاوي بعد سكتة دماغية بسيطة في نصف الدماغ ناقص للتروية، لكن يبقى الأساس الفيزيولوجي المرضي لهذه الظاهرة غير واضح. تجدر الملاحظة أن عملية إعادة استقناء الشريان المسدود من شأنها استئناف الاندفاق الغليمفاوي.
بالإضافة إلى ذلك، قد يلعب الجهاز الغليمفاوي دورًا في إمراضية التصلب الجانبي الضموري.

## لمحة تاريخية

### وصف السائل الدماغي الشوكي
على الرغم من رجوع الملاحظات الأولى عن السائل الدماغي الشوكي إلى أبقراط (460 – 375 قبل الميلاد)، يليه جالينوس (130 – 200 م)، إلا أن اكتشافه عائد إلى إمانول سفيدنبوري (1688 – 1772 م)، الذي كان رجلًا شديد التدين، إذ اكتشف «سي إس إف» أثناء بحثه عن مركز الروح. يُعتقد أن عدم قدرة علماء التشريح على تحديد السائل الدماغي الشوكي على مدى 16 قرنًا بعد أبقراط وجالينوس ناتجة عن تقنيات التشريح السائدة في ذلك الوقت، التي شملت قطع الرأس وتفريغ الدم قبل بدء تشريح الدماغ. لم يُنشر عمل سفيدنبوري (بعد ترجمته) حتى عام 1887 بسبب افتقاره إلى أوراق الاعتماد الطبية، وقد يكون أول من ربط ما بين السائل الدماغي الشوكي والجهاز اللمفي. وصف سفيدنبوري السائل الدماغي الشوكي باسم «اللمف الروحاني».